# Шикачик сірий
Шика́чик сірий (Ceblepyris caesius) — вид горобцеподібних птахів родини личинкоїдових (Campephagidae). Мешкає в Африці на південь від Сахари. Утворює надвид з білочеревим шикачиком.

## Опис
Довжина птаха становить 25—27 см, вага 53—68 г. Забарвлення переважно сизувато-сіре, навколо очей білі кільця, від дзьоба до очей ідуть темні смуги. Самиці мають дещо світліше забарвлення, ніж самці. Очі чорні, дзьоб і лапи чорні. Молоді птахи мають темно-коричневе забарвлення, верхня частина тіла поцяткована світло-сірими смужками, а нижня частина тіла — коричневими смужками. Хвости чорні з білими краями, кінчики махових пер білі.

## Підвиди
Виділяють два підвиди:
- C. c. purus (Sharpe, 1891) — південно-східна Нігерія, західний Камерун і острів Біоко, від Південного Судану і Ефіопії до північно-західного Мозамбіку;
- C. c. caesius Lichtenstein, MHK, 1823 — від Зімбабве і центрального Мозамбіку до півдня ПАР.

## Поширення і екологія
Сірі шикачики поширені в Нігерії, Камеруні, Екваторіальній Гвінеї, Ефіопії, Південному Судані, Демократичній Республіці Конго, Уганді, Руанді, Бурунді, Кенії, Танзанії, Малаві, Зімбабве, Мозамбіку, Південно-Африканській Республіці та Есватіні. Вони живуть у вологих гірських і рівнинних тропічних лісах, в прибережних і чагарникових заростях, на болотах і плантаціях. Зустрічаються на висоті понад 1000 м над рівнем моря в Камеруні та переважно на висоті від 1500 до 3000 м над рівнем моря в Центральній і Східній Африці. В Зімбабве і ПАР вони зустрічаються на висоті до 1200 м над рівнем моря. Взимку сірі шикачики мігрують в долини.

## Поведінка
Сірі шикачики зустрічаються поодинці або парами, іноді зграйками до 7 птахів. Вони живляться безхребетними, зокрема цвіркунами, гусінню і сараною, а також павуками, жуками і термітами. Шукають комах в кронах дерев, серед рослинності. Початок сезону розмноження залежить від регіону. В ПАР він триває з жовтня по січень, на крайньому півдні  — з вересня, в екваторіальних районах сезон розмноження переважно збігається з сезоном дощів. Гнізда чашоподібні, неглибокі, будуються парою птахів з лишайнику Usnea та павутиння, розміщуються на деревах, на висоті 17–20 м над землею. У кладці 1—2 яйця овальної форми і блакитнувато-зеленого кольору, поцятковані оливковими і коричневими плямками. Яйця насиджуються і самцями і самицями.